# موريس فيوليت
موريس فيوليت (بالفرنسية: Maurice Viollette)‏ رجل دولة وسياسي فرنسي من مواليد 3 سبتمبر 1870 بجانفيل (إقليم أور ولوار الفرنسي) وتوفي في 9 سبتمبر 1960.
تقلد موريس مناصب عدة فقد كان واليا عاما على الجزائر تحت الاحتلال الفرنسي وعضو بمجلس شيوخها وله العديد من المواقف في ميدان المطالبة بحقوق الشعب الجزائري. فالرجل دافع عن الجزائريين وقد جاء في مجلة الشهاب انه الرجل الذي دافع عن الجزائر دفاع الابطال وبعث في أنفس رجال السياسة الهمة والعزم وأظهر ما تعانيه من مشاكل وما يريده الجزائريين من حرية وعدل.
من بين مؤلفاته: هل تعيش الجزائر ومن جهة أخرى مارس سياسة اضطهادية تعسفية خاصة على الحركة الوطنية حيث شل نشاطها وطارد ممثليها أثناء عهد إدارته بالجزائر في سنة 1936م. عينته الجبهة الشعبية في فرنسا عضوا في حكومتها ومختصا بالشؤون الجزائرية لتجربته في الجزائر ومعاصرته لذكرى الاحتلال كما ترأس لجنة من مجلس الشيوخ الفرنسي من أجل دراسة الأوضاع الجزائرية وتقديم بعض الإصلاحات التي يجب إدخالها وفعلا قدمت اللجنة المشروع الذي أصبح منذئذ يعرف بمشروع فيوليت، وقد جاء هذا المشروع في ظروف مزرية ولا بد لفرنسا الإسراع بإجراء تغييرات في سياستها بالجزائر حيث قال:«إذا استمرت بدون تغيير فستشكل خطرا على مستقبل إمبراطوريتنا».